# Live with Regis and Kelly

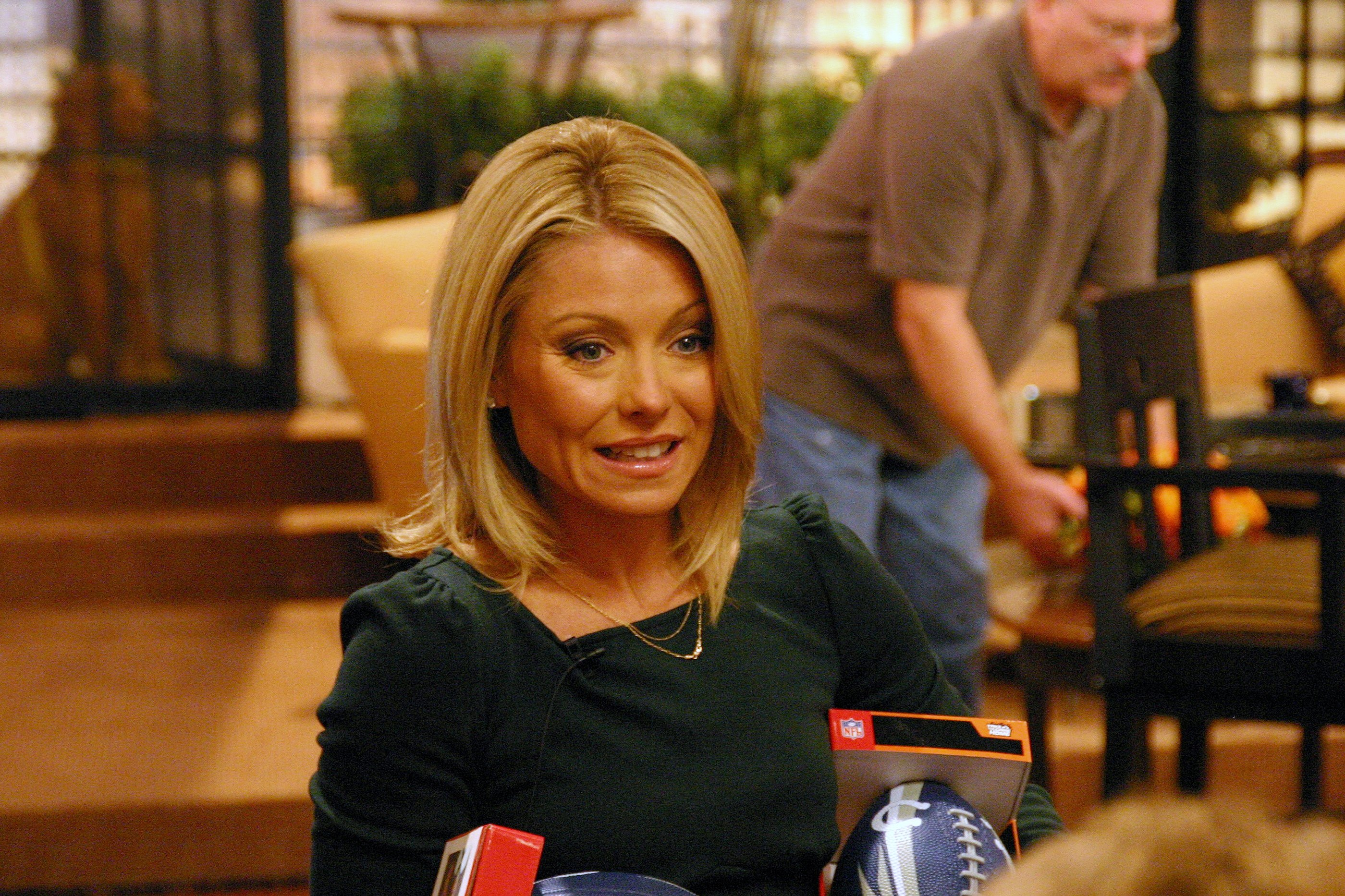
Kelly Ripa under sändningen av Live with Regis and Kelly

Live with Regis and Kelly är en amerikansk förmiddagstalkshow med Kelly Ripa och Ryan Seacrest. Showen har sänts i New York sedan 1983 och nationellt syndikerat över hela USA under sedan 1988. Den ursprungliga duon var Kathie Lee Gifford och Regis Philbin. Kelly Ripa tog över efter Kathie Lee Gifford 2001. Regis Philbin lämnade programmet 2011, varpå Michael Strahan tog över efter honom 2012. Strahan lämnade programmet 2017 och leds sedan dess fortsatt av Kelly Ripa tillsammans med Ryan Seacrest. Programmet direktsänds dagligen från ABC Studios i New Yorks Upper West Side och produceras av New Yorks lokala ABC-station WABC. Programmet är syndikerat till tv-stationer över hela USA, i första hand stationer som ingår i ABC-nätverket men i mindre städer kan programmet gå på stationer med annan nätverkstillhörighet.

## Format
Programmet är personlighetsdrivet och därför kretsar allt omkring programledarna och deras liv. I varje program medverkar en eller flera kända eller på annat sätt aktuella gäster. Konceptet har med åren blivit så pass populärt att det fått många kopior och inspirerat andra liknande program. Ett bra exempel är ABC:s mycket framgångsrika dagliga pratprogram The View där fem välkända kvinnor diskuterar dagens största samtalsämnen och får besök av kända gäster.
'Live with Regis and Kelly har, trots sin enorma popularitet i USA, aldrig visats av någon svensk tv-kanal.